# Білів
Білі́в — село в Зорянській сільській громаді Рівненського району Рівненської області України. Населення становить 411 осіб.

## Історія
У 1570 році на річці Стубла було аж 11 млинів, кожен мельник сплачував до скарбниці з кожного колеса 24 гроша щорічно.
Село в часи Української революції описав Ісак Бабель у повісті «Кінармія».
Улітку 1943 року в Руді Красній у бою УПА з радянськими партизанами загону НКВС «Побєдітєлі», який очолював колишній комендант концтабору ГУЛАГ у Норільську Мєдвєдєв, загинуло багато односельців. Облава НКВС-ників тривала понад тиждень, а в школі розташовувався їх штаб, куди приїздив Микита Хрущов. Наприкінці того ж року відбувся бій вояків української повстанської армії з німецькою автоколоною біля мосту між селами Старожуків та Радухівкою. У боях німці зазнали значних втрат. Багато вояків загинуло в катівнях НКВС (П. Ревенко, П. Середа), у сибірських рудниках та на Колимі (П. Бречко, О. Стадницький, Євлампік та інші односельці).
У селі Білів Рівненської області мешкає представниця давнього хорватського королівського роду Лимичів — вісімдесятип'ятилітня Ганна Миколаївна Леміч.

### Білівське городище
В селі Білів розташована пам'ятка археології національного значення — Білівське давньоруське городище. Поряд з Білівським городищем збереглися два курганні насипи. Наприкінці ХІХ століття під керівництвом археолога Катериною Мельник розпочалися розкопки курганних поховань, яких нарахували на північній околиці Пересопниці — понад 170 курганів, на південь від села Білів поблизу городища — до 150 курганів, поблизу села Старожуків у двох групах — понад 170 курганів. Знайдені під час цих робіт речі зберігаються в Національному музеї історії України у Києві. Збірка включає кераміку, металеві та кістяні побутові речі, знаряддя праці, зброю, прикраси. В колекції є речі з унікального поховання ювеліра: залізні молоточки, коваделко, бронзові шаблони для виготовлення прикрас, велика і мала ваги.
Городище — невелика фортеця площею 0,35 га, була розташована на найбільшому з пагорбів біля річки Стубла, що неподалік від Пересопниці. Дослідження оборонного валу показали, що укріплення Білівського городища збудовані у другій половині чи кінці Х століття, а використовувалась фортеця лише упродовж ХІ століття, матеріали ХІІ—ХІІІ століть в культурному шарі відсутні. На межі ХІ та ХІІ століть Білівське поселення занепадає, а місцем проживання удільного князя чи представників князівської адміністрації стає фортеця в Пересопниці — дитинець літописного міста.

## Галерея

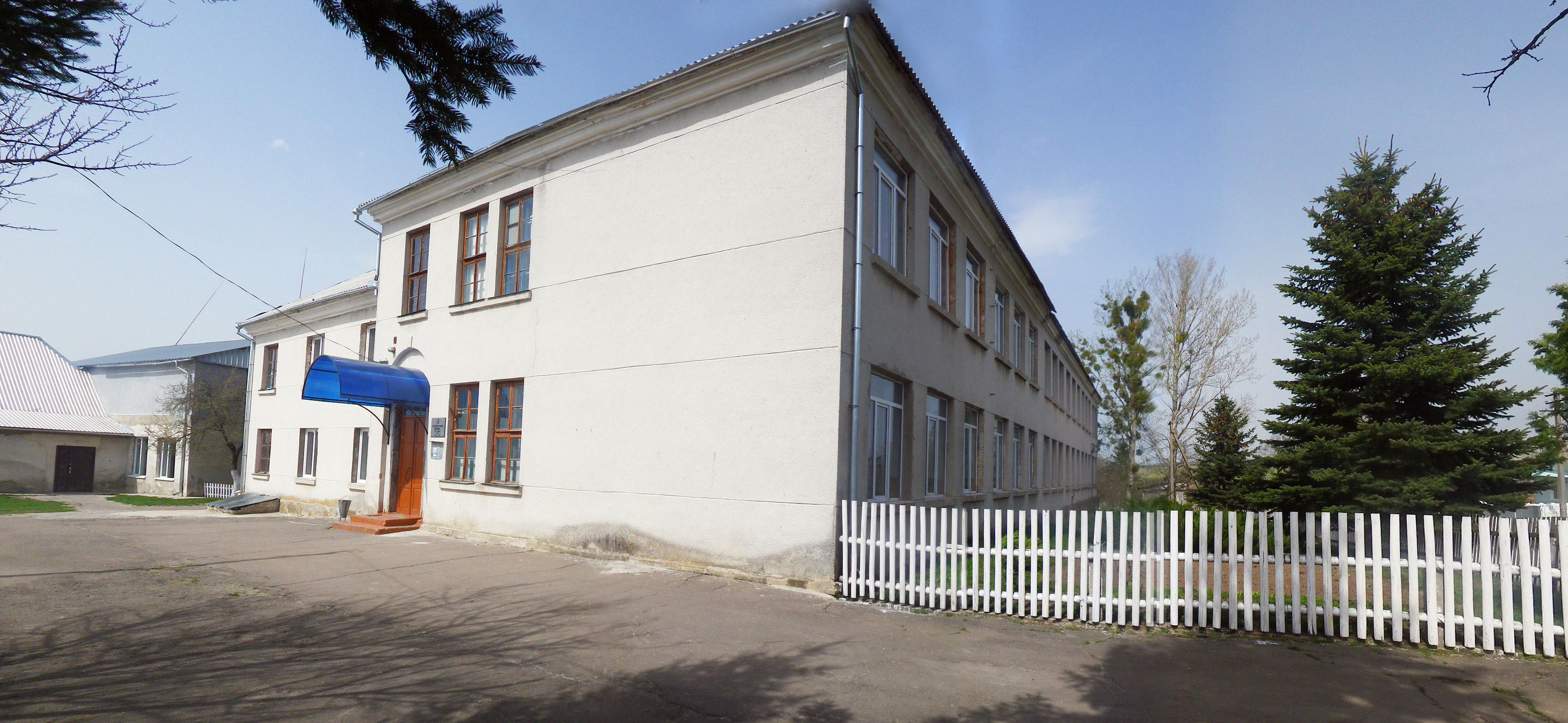
Білівська загальноосвітня школа
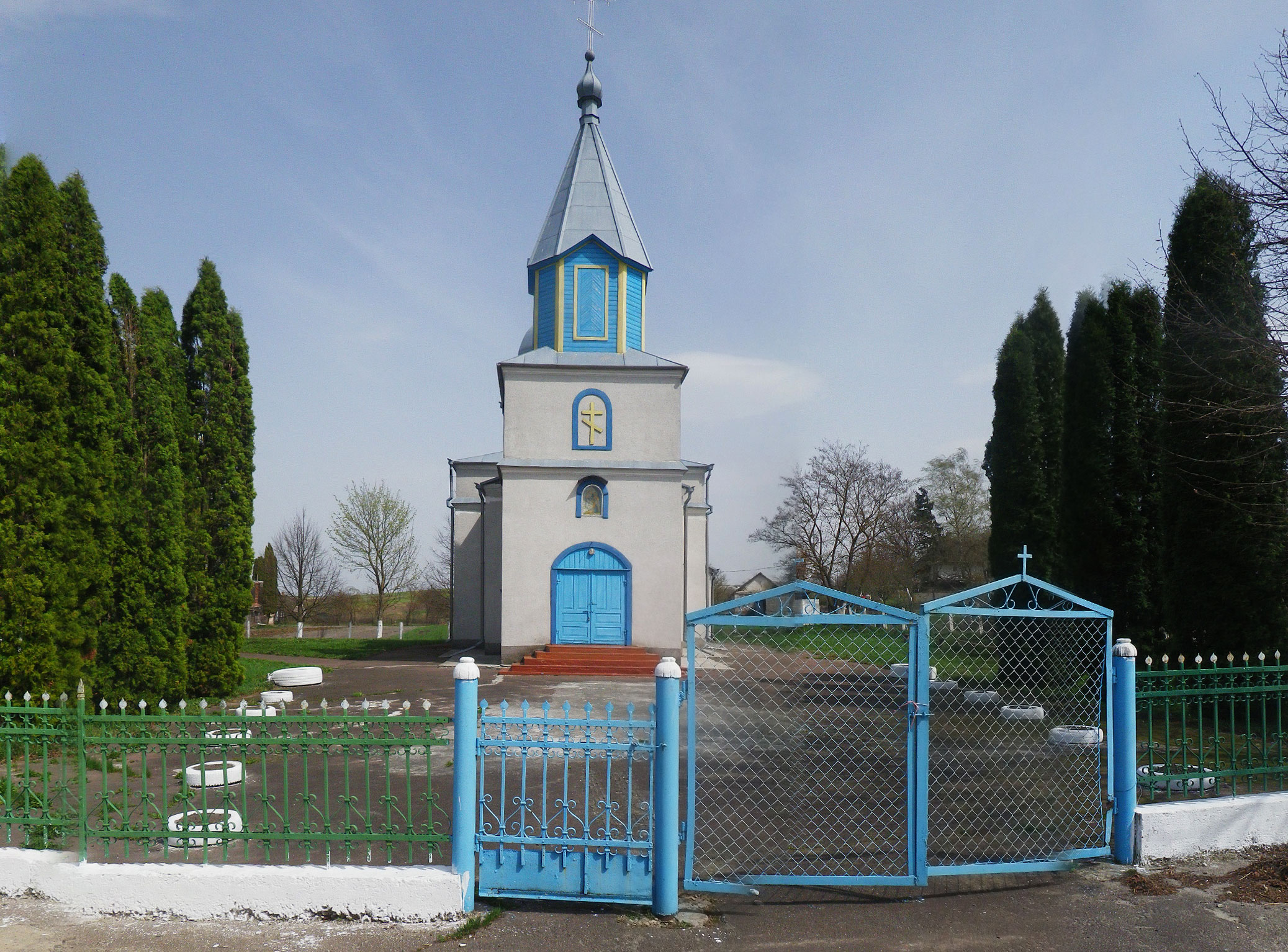
Православна церква
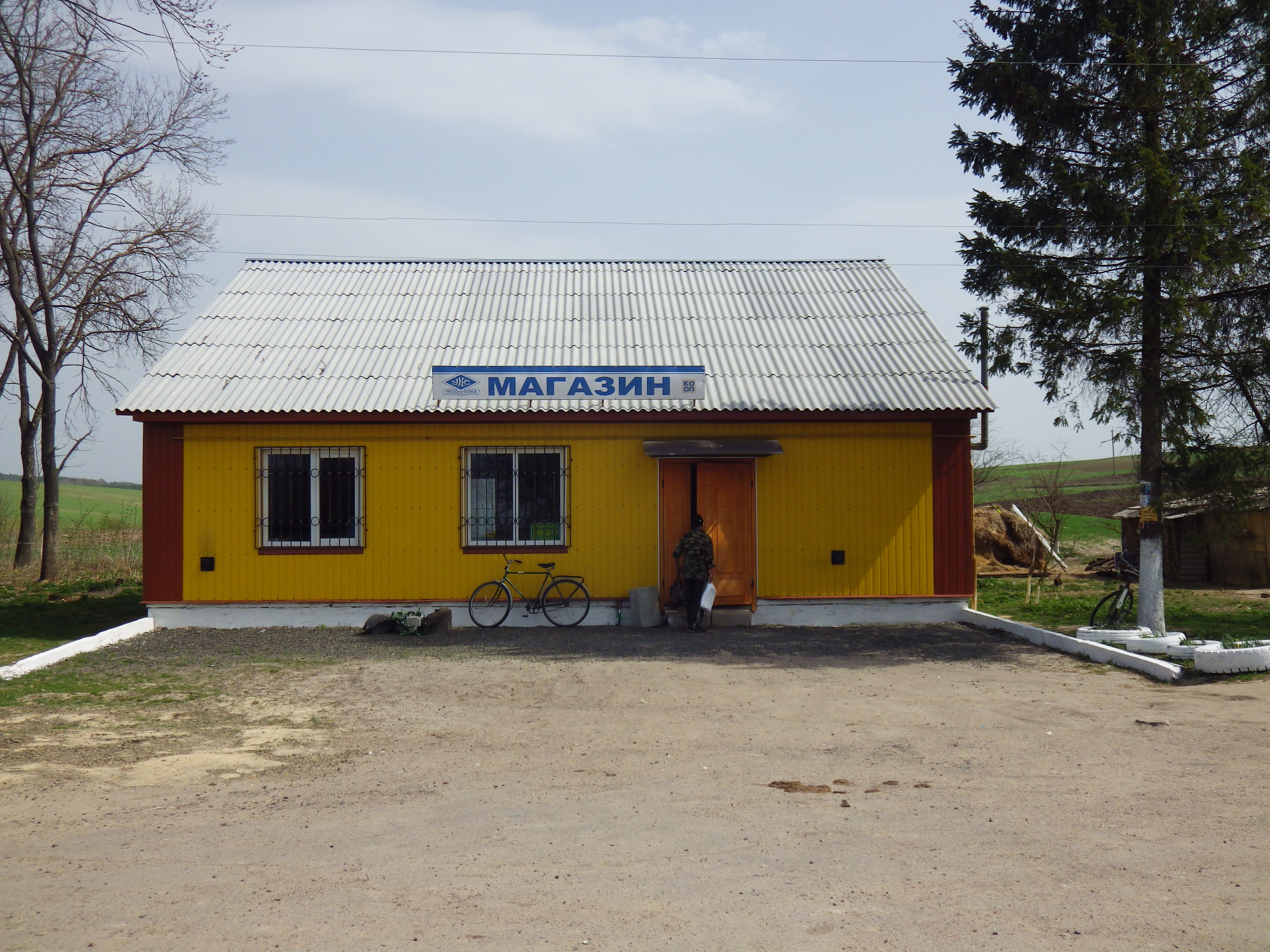
Магазин
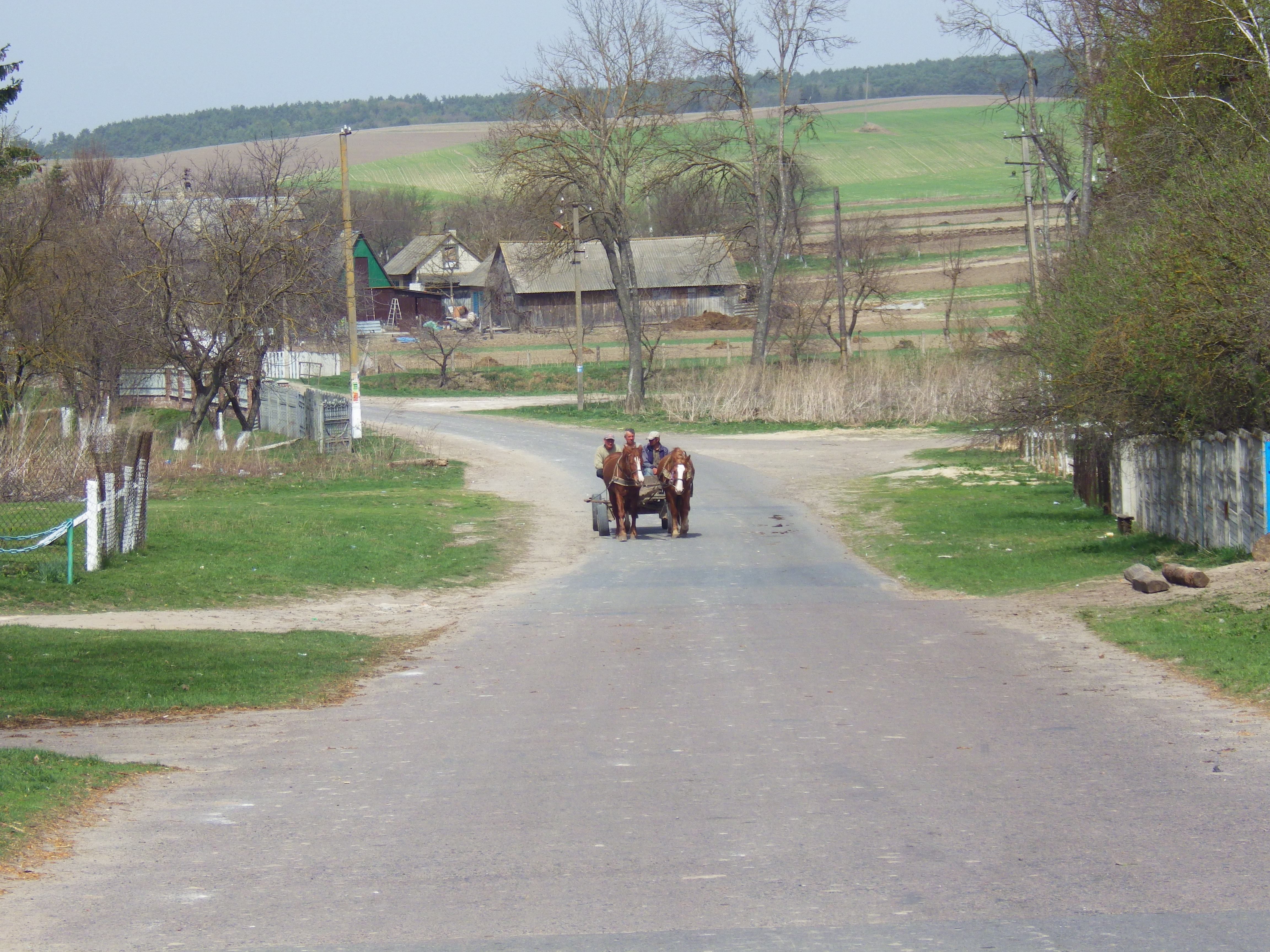
Головна вулиця
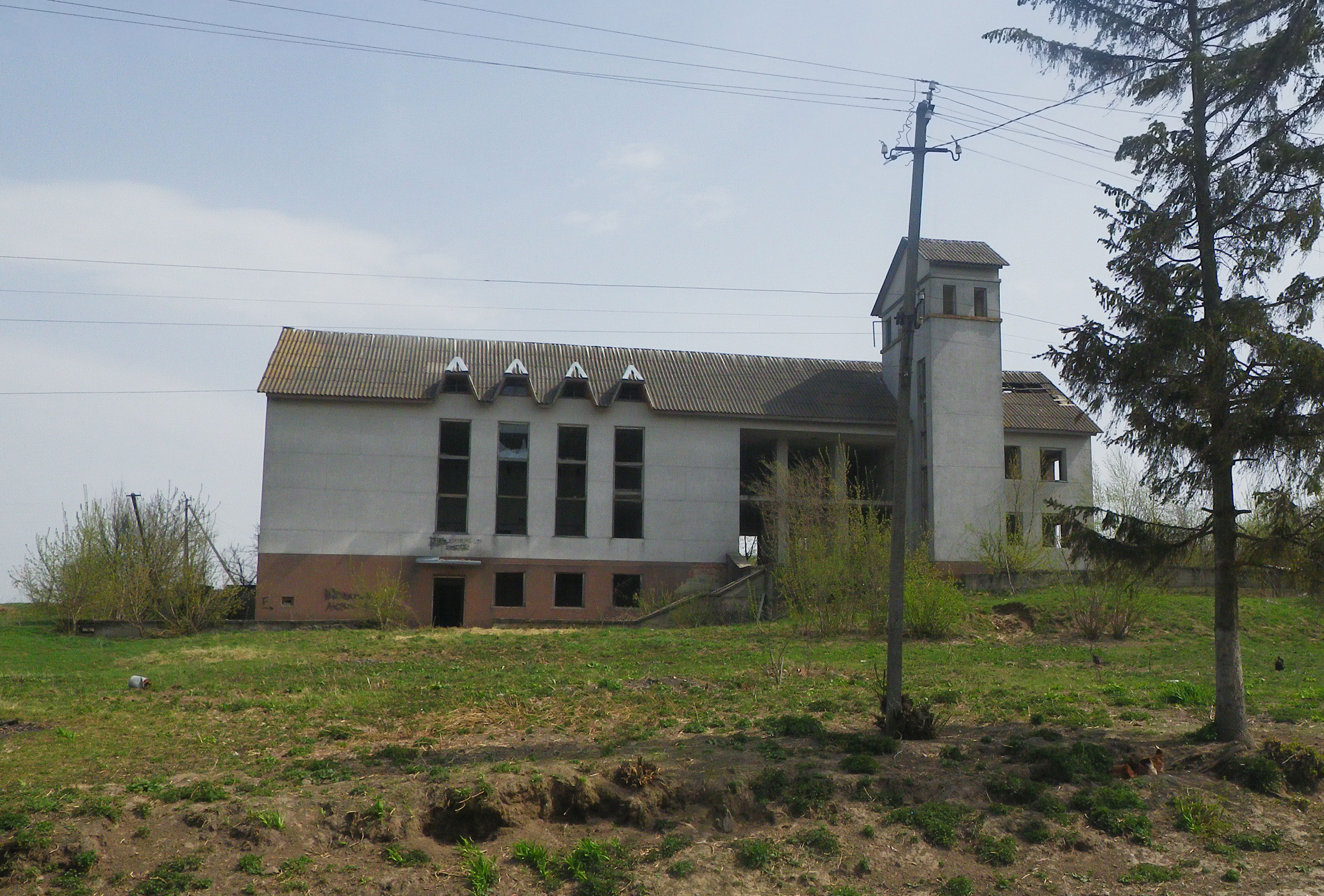
Закинуте будівництво

## Відомі люди
- Самсонюк Володимир Гаврилович (24 червня 1952, Білів — 28 січня 2021, Львів) — український науковець. Кандидат ветеринарних наук, доцент кафедри хірургії Львівського національного університету ветеринарної медицини та біотехнологій ім. С. Ґжицького[8].
- Олексій Концемал – повстанець. Уродженець с. Білів Рівненського району Рівненської області. Загинув у бою з німцями 21.05.1943 р.
- Котюха Мефодій – повстанець. Уродженець с. Білів Рівненського району. Загинув у бою з німцями у травні 1943 р.